# Лихтенвальд
Лихтенвальд (нем. Lichtenwald) — община в Германии, в земле Баден-Вюртемберг. 
Подчиняется административному округу Штутгарт. Входит в состав района Эслинген.  Население составляет 2441 человек (на 31 декабря 2010 года). Занимает площадь 10,81 км².